# 江利塚たまみ
江利塚 たまみ（えりづか たまみ、1976年10月15日 - ）は、東北地方を拠点に活動している日本のタレント、ラジオパーソナリティ。

## 来歴
青森県十和田市出身。
2000年代には宮城県仙台市を拠点に活動。当時は仙台SOSモデルエージェンシーに所属していた。2007年には男児を出産し、1児の母になっている。
後に仙台SOSを退所し、青森県での活動へ移行。八戸市にあるBeFMのパーソナリティを務めていた。
BeFMでの活動を終えた後、再び仙台でタレント活動をしている。

## 出演

### テレビ番組
- 山形グルメ紀行（テレビユー山形） - リポーター
- 得してハッピー大作戦（東日本放送） - リポーター
- 八波一起のTVイーハトーブ（東日本放送） - リポーター
- シースルーナイト（東日本放送） - 二代目シースルーガールズメンバー
- 週刊パパラビゾーレ（東北放送） - アシスタント
- スキダッちゃ!!（ケーブルテレビ キャベツ） - 司会
- 東北じゃらん旅のナビゲーター（ケーブルテレビ キャベツ） - リポーター
- OH!バンデス（ミヤギテレビ） - バンデス記者
- EVER SPORTS（東北放送） - アシスタント[2]

### ラジオ番組
- MOVE ON DATE（Date fm） - 金曜パーソナリティ → 水曜・木曜パーソナリティ[5]
- びびすた♪（BeFM） - 火曜パーソナリティ[6]
- ゆうらじ！Hachinohe（BeFM） - 木曜パーソナリティ[6]

### 映画
- エクレール・お菓子放浪記（2011年5月21日公開）[7]